# Полыш
Полыш — река в России, протекает по Турочакскому району Республики Алтай. Устье реки находится в 208 км по левому берегу реки Бия. Длина реки составляет 13 км.

## Данные водного реестра
По данным государственного водного реестра России относится к Верхнеобскому бассейновому округу, водохозяйственный участок реки — Бия, речной подбассейн реки — Бия и Катунь. Речной бассейн реки — (Верхняя) Обь до впадения Иртыша.